# Mercedes Corominas
Mercedes Corominas (España, 1886 - Brasil, 1926) fue una de las primeras mujeres aviadoras y aeronautas españolas, conocida por sus exhibiciones en Portugal.

## Biografía
Mercedes Corominas nació en España en 1886. Se formó como acróbata de circo y, a principios del siglo XX, participaba en el Circo Calderón en España. En 1904 realizó una ascensión aérea en solitario en Barcelona, convirtiéndose en la primera mujer española en realizar una ascensión en globo en solitario. En 1906 comenzó a realizar acrobacias aéreas, suspendiéndose en un trapecio colgado debajo de un globo aerostático. Su primera serie de exposiciones, titulada "Aerostatic Ascensions", tuvo lugar en Portugal; estos fueron un gran éxito y Corominas realizó acrobacias aéreas en varias ciudades portuguesas. Continuaría realizando sus acrobacias en otras partes de Europa. El 12 de septiembre de 1909 realizó otra ascensión en solitario elevándose desde la Plaza de Toros de Santander a bordo de un Globo Montgolfier bautizado con su nombre. Poco después llevó a cabo otras ascensiones similares en poblaciones cántabras como Escobedo, Gajano y Mogro.
Se casó con un artista de circo portugués, Francisco Pedro Monteiro, en 1911. Ese mismo año, Corominas realizó acrobacias en Brasil. Mientras estaban en el país, la pareja decidió establecerse y finalmente formó una compañía de circo.